# Jakob Heinrich Koch
Jakob Heinrich Koch (* 14. Oktober 1895 in Edingen; † 22. Mai 1963) war ein deutscher Ingenieur.

## Leben
Jakob Heinrich Koch studierte Maschinenbau an den Technischen Hochschulen in Stuttgart und Karlsruhe. Seine berufliche Laufbahn begann er bei der Brown, Boveri & Cie. in Mannheim, wo er unter anderem für die Berechnung von Dampfturbinen, Kondensatoren und Wärmeübertragern zuständig war. 1924 wurde er Assistent von Fritz Marguerre bei der Großkraftwerk Mannheim AG. Danach baute Koch als Mitarbeiter der Kraftanlagen Aktiengesellschaft Heidelberg die Wärmeabteilung dieses Unternehmens auf und leitete sie ab 1928 mit seiner Ernennung zum Oberingenieur. 1936 wurde er stellvertretendes Vorstandsmitglied der Kraftanlagen Aktiengesellschaft Heidelberg, 1939 ordentliches Vorstandsmitglied. Im selben Jahr promovierte er an der TH Karlsruhe mit einer Arbeit über Kühlwerke. Nach dem Zweiten Weltkrieg wurden unter Kochs Leitung in zahlreichen Städten Kraft- und Fernheizwerke geplant und errichtet. Auch für Neuentwicklungen im Kühlwerksbau und auf dem Gebiet der Luftvorwärmung war er verantwortlich. Zu diesen Themen veröffentlichte er diverse wissenschaftliche Aufsätze. Auch nannte Koch zahlreiche Patente im Bereich seiner Tätigkeitsschwerpunkte sein eigen.
Jakob Heinrich Koch war Mitglied des Vereins Deutscher Ingenieure (VDI). 1948 wurde er Vorsitzender des VDI-Bezirksvereins Mannheim, den er bis 1950 leitete. Er war maßgeblich an dessen Fusion mit dem Pfälzer Bezirksverein zum Nordbadisch-Pfälzischen Bezirksverein des VDI beteiligt. Außerdem förderte und unterstützte er die fachliche Zusammenkunft von Professoren der Ruprecht-Karls-Universität Heidelberg mit deren Kollegen von der TH Karlsruhe.
1961 ernannte die TH Karlsruhe Jakob Heinrich Koch zum Ehrensenator. Im Folgejahr wurde er wegen seines erfolgreichen Einsatzes „für die Zusammenarbeit zwischen Technischen Hochschulen und Universitäten“ auf dem Deutschen Ingenieurtag in Karlsruhe zum Ehrenmitglied des VDI ernannt.
Jakob Heinrich Koch wurde auf dem Friedhof in Edingen beigesetzt.

## Schriften (Auswahl)
- Jakob Koch: Beitrag zur Untersuchung und Berechnung von Kühlwerken. VDI-Verlag, Berlin 1940.
- Hermann Reusch, Otto Kraemer, Jakob Heinrich Koch: Vorträge zur Mitgliederversammlung 1959 der Vereinigung Industrielle Kraftwirtschaft am 16. Oktober 1959 in Essen. Vereinigung Industrielle Kraftwirtschaft, Essen 1960.